# Памятник советским военнопленным в Саласпилсе
Памятник советским военнопленным в Саласпилсе расположен на территории Саласпилсского края Латвии, в 1,5 км от границ города Риги. Примыкает к территории Саласпилсского мемориального ансамбля. В советское время имел статус художественного памятника республиканского значения.

## Посвящение
Памятник советским военнопленным, многие из которых были зверски замучены на территории Саласпилсского шталага, был открыт в 1968 году, на следующий год после открытия Саласпилсского мемориального ансамбля. Он был открыт на том месте, где в период нацистской оккупации располагался лагерь для советских военнопленных (шталаг) в рамках печально известного Саласпилсского концентрационного лагеря.

## Авторы
Авторами композиции являются скульптор Юрис Карлович Мауриньш, а также архитекторы Гунар Константинович Асарис (участвовал в разработке советского генплана развития Риги, который охватывал период до 2005 года), Олег Николаевич Закаменный (выпускник Азербайджанский индустриального института), Ольгертс Индрикович Остенберг (выпускник Ленинградского инженерно-строительного института), Иварс Арвидович Страутманис (заслуженный архитектор Латвийской ССР с 1982 года, с 1964 по 1969 год занимал пост главного художника города Риги).

## Композиция
Композиционно подступы к мемориалу представляют собой две дороги, которые выложены бетонными плитами. В центре пересечения дорог возвышается обелиск из двух бетонных пилонов, один из которых поставлен вертикально (достигает 30 метров в высоту), а другой надломлен (его высота — 10 метров). Верхняя часть надломленного пилона увенчана рельефными изображениями лиц и рук советских воинов, которые словно застыли в противоборстве с подавляющей тяжестью неотвратимо нависающего бетонного массива. Этот бетонный массив предельно геометризирован. Особая выразительность мемориала достигается путём моделирования контраста между двумя бетонными пилонами. Одна дорога ведёт к Саласпилсскому мемориальному ансамблю, который получил в 1970 году Ленинскую премию.